# Chantal Biya
Chantal Biya, nata Chantal Pulchérie Vigouroux (Dimako, 4 dicembre 1970), è la moglie del presidente camerunese Paul Biya dal 23 aprile 1994, dopo che la prima moglie del presidente, Jeanne-Irène Biya, morì nel 1992.

## Biografia
Chantal Biya è nata a Dimako, nella Regione dell'Est del Camerun. Suo padre era l'immigrato francese Georges Vigouroux. Sua madre, Rosette Ndongo Mengolo, era una vincitrice del concorso di Miss Doumé. Sua madre è stata eletta sindaco di Bangou dopo le elezioni municipali del luglio 2007. Ha trascorso la sua adolescenza a Yaoundé.
Chantal Biya ha fondato numerose organizzazioni di beneficenza, fra cui African Synergy, che promuove varie iniziative per i malati di HIV/AIDS, e Chantal Biya Foundation. Ha ospitato il primo First Ladies Summit a Yaoundé durante il summit del 1996 per l'Organizzazione dell'Unità Africana. Il suo Jeunesse Active pour Chantal Biya è un organo del Movimento Popolare Democratico del Camerun del marito.
Fra le donne camerunensi, Biya è anche celebre per la sua acconciatura, a cui spesso viene fatto riferimento come alla banana, sfoggiata spesso in occasioni formali. La first lady ha inoltre reso celebri altri stili, collettivamente chiamati gli Chantal Biya. È anche conosciuta per il suo guardaroba esotico, principalmente composto di capi di case di moda europee come Chanel o Dior.
Il Grand Prix Chantal Biya è una gara ciclistica professionistica, parte del circuito UCI Africa Tour, nominata in suo onore.
Nel novembre 2010, Bertrand Teyou ha pubblicato un libro intitolato La belle de la république bananière: Chantal Biya, de la rue au palais (in italiano: "La bella della repubblica delle banane: Chantal Biya, dalle strade al palazzo"), in cui viene tracciata l'ascesa di Biya dalle sue umili origini sino al ruolo di First Lady. Successivamente Teyou è stato condannato a due anni di carcere con l'accusa di "insulti a personaggio" e l'organizzazione di una "manifestazione illegale" per aver tentato di tenere una lettura pubblica del libro. Amnesty International ed International PEN protestarono pubblicamente per l'arresto e chiesero di rivedere la sentenza in appello; Amnesty International definì lo scrittore come Prigioniero di coscienza. Teyou fu liberato il 2 maggio 2011, dopo che ne furono valutate le cattive condizioni di salute.

## Controversie

### Corruzione
La corruzione di Paul e Chantal Biya e il furto di beni nazionali del Camerun sono stati ampiamente documentati. Con suo figlio Franck Hertz, ha acquistato appartamenti a Parigi nonostante non avesse entrate visibili. I diplomatici statunitensi confermano la corruzione endemica in Camerun, che secondo quanto riferito è ammontata a più di 650 milioni di dollari tra il 2017 e il 2022.

## Vita privata
Sposò Paul Biya, di 36 anni più grande di lei, il 23 aprile 1994, dopo che la sua prima moglie, Jeanne-Irène Biya, morì nel 1992.
Ha avuto due figli gemelli, Franck e Patrick Hertz (nati nel 1987) dal suo primo marito. Con Paul Biya, ha avuto due figli: Paul Jr. e Brenda Biya.
Chantal Biya è nota per le sue elaborate acconciature. In particolare l'uso di parrucche da parte della signora Biya, il suo stile distintivo è chiamato alla banana, ed è utilizzato per le occasioni formali. Biya ha reso popolari altri stili. Collettivamente, sono noti come Chantal Biya. È nota per il suo guardaroba esotico. Tra i suoi stilisti preferiti ci sono etichette europee di alta gamma come Chanel, Dior e Louis Vuitton.